# Howard Peaks
Howard Peaks är en bergstopp i Antarktis. Den ligger i Östantarktis. Nya Zeeland gör anspråk på området. Toppen på Howard Peaks är 1 703 meter över havet. Howard Peaks ingår i Deep Freeze Range.
Terrängen runt Howard Peaks är varierad.  Trakten är obefolkad. Det finns inga samhällen i närheten. 